# 91P/Рассела
Комета Рассела 3 (91P/Russell) — короткопериодическая комета из семейства Юпитера, которая была обнаружена в ночь с 14 на 15 июня 1983 года американским астрономом Кеннетом Расселом из обсерватории Сайдинг-Спринг с помощью 124-сантиметрового телескопа системы Шмидта. Она была описана как диффузный объект 16,0 m звёздной величины с хвостом длиной 3-4 ' дуги минут и, на момент открытия, располагалась недалеко от границы созвездий Орла и Водолея. Открытие кометы было официально подтверждено уже следующей ночью 17 июня по результатам наблюдения американского астронома J. Gibson из Паломарской обсерватории. Комета обладает довольно коротким периодом обращения вокруг Солнца — около 7,2 года.

Орбита кометы Рассела 3 и её положение в Солнечной системе

## История наблюдений
Более точную оценку магнитуды в 16,5 m удалось получить японскому астроному Цутому Сэки 18 и 21 июня. Затем яркость кометы начала стремительно убывать, последний раз в 1983 году она наблюдалась 31 октября астрономами из обсерватории Ок-Ридж.
Используя координаты местоположения кометы, собранные наблюдениями Рассела и Гибсона с 14 по 20 июня, британский астроном Брайан Марсден вычислил первый вариант орбиты и опубликовал его 24 июня. Ему удалось установить, что комета имеет короткий период обращения 7,5 лет и обращается по орбите с большой полуосью 2,51 а. е. Согласно этим данным комета должна была пройти точку перигелия 23 ноября 1982 года.
Следующее прохождение перигелия кометой ожидалось в мае 1990 года. И в ночь с 1 на 2 января 1989 года она была восстановлена J. Gibson, как слабый точечный объект 20 m звёздной величины со слабой комой 5 ' минут дуги в поперечнике. Точные измерения положения кометы, проведённые Гибсоном, показали, что прогнозируемая дата перигелия требует коррекции на −0,36 суток. За кометой следили вплоть до 28 мая 1990 года, за это время она достигала максимальной магнитуды в 16 m.
Во время очередного возвращения 1997 года, первым её обнаружить 18 ноября удалось американскому астроному Джеймсу Скотти с помощью 91-см телескопа программы Spacewatch. Он определил общую магнитуду как 21,3 m. В течение 1997 и 1998 годов комета неоднократно наблюдалась несколькими обсерваториями и 29 мая 1998 года достигла максимальной магнитуды 18,0 m. Последний раз её видели 19 августа 1998 года наблюдатели в городе Ле-Крёзо.